# Collybia

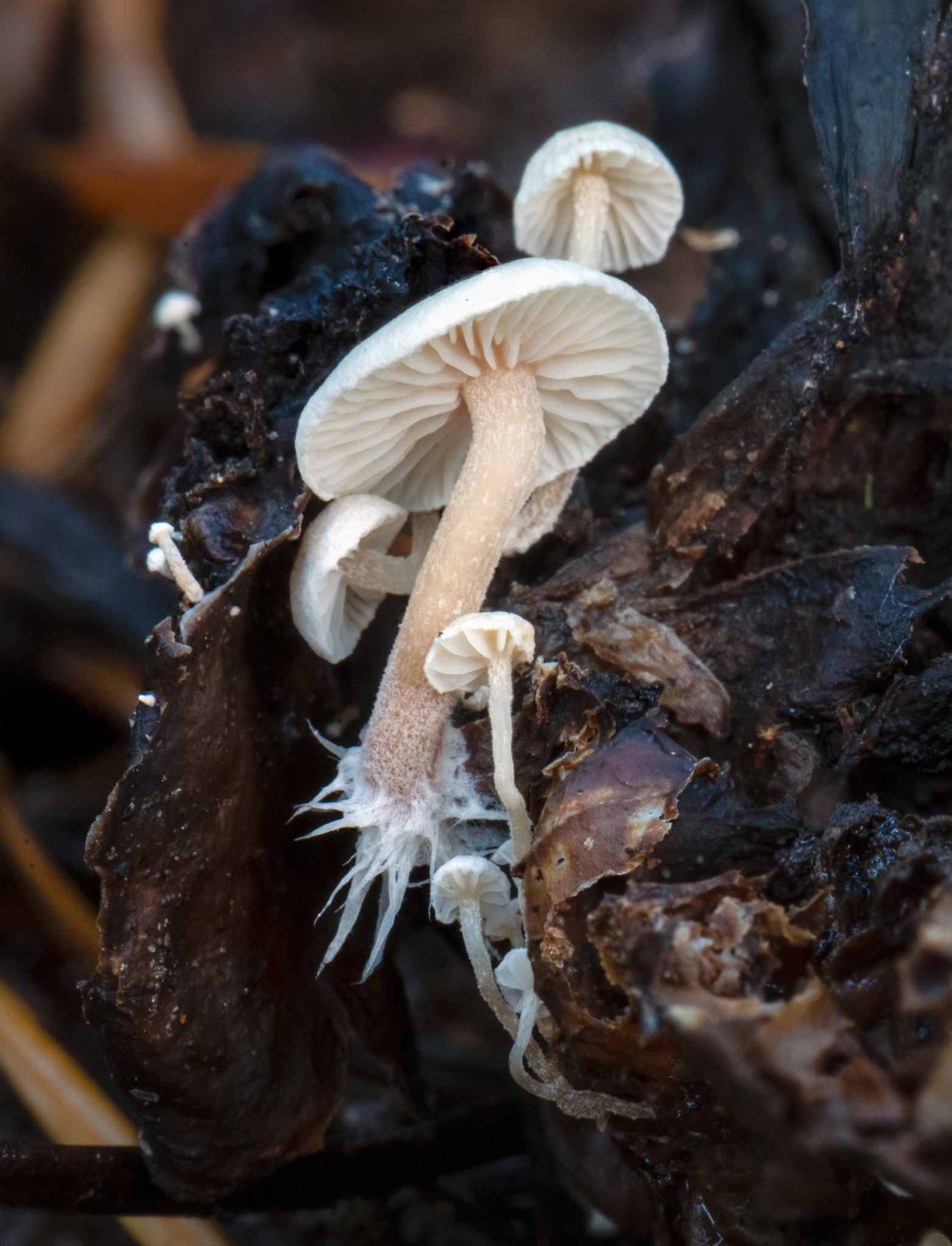
Pieniążek drobniutki

Collybia (Fr.) Staude (pieniążek) – rodzaj grzybów należący do rzędu pieczarkowców (Agaricales).

## Charakterystyka
Grzyby saprotroficzne wytwarzające owocniki o częściowo higrofanicznych kapeluszach z podwiniętym brzegiem, pokrytych suchą skórką i blaszkowatym hymenoforze. Blaszki barwy brązowawej lub białe, o regularnej tramie, przyczepione lub przyrośnięte do podłużnie żłobionych trzonów o nagiej lub kosmkowatej powierzchni. Zarodniki pieniążków są kulistawe lub elipsoidalne, czasami przecinkowate, o gładkiej powierzchni, bez pory rostkowej, a ich wysyp jest nieamyloidalny, zabarwiony ochrowo lub bladoróżowo, także biały.

## Systematyka i nazewnictwo
Pozycja w klasyfikacji: Incertae sedis, Agaricales, Agaricomycetidae, Agaricomycetes, Agaricomycotina, Basidiomycota, Fungi (według Index Fungorum).
W 1821 roku Elias Fries utworzył takson Agaricus trib. Collybia, w 1857 Friedrich Staude zamienił go na rodzaj Collybia. Pozostałe synonimy: Microcollybia Lennox, Microcollybia Métrod.
Polską nazwę podał Stanisław Chełchowski w 1898 r.
Część gatunków wcześniej zaliczanych do tego rodzaju przeniesiono m.in. do rodzajów Gymnopus (łysostopek) i Rhodocollybia (monetnica).
Gatunki występujące w Polsce:
- Collybia cirrhata (Schumach.) Quél. – pieniążek drobniutki
- Collybia cookei (Bres.) J.D. Arnold – pieniążek żółtobulwkowy
- Collybia ozes (Fr.) P. Karst. 1879 – tzw. kępkowiec sosnowy
- Collybia tuberosa (Bull.) P. Kumm. – pieniążek ciemnobulwkowy

Nazwy naukowe na podstawie Index Fungorum. Wykaz gatunków i nazwy polskie według Władysława Wojewody.